# テルミット・プラス
テルミット・プラス（Thermit Plus、Tプラス）とは、福井晴敏の小説（『亡国のイージス』など）に登場する架空の兵器である。

## 詳細
米軍が作り出した特殊焼夷弾で、テルミット焼夷薬に燃焼を倍化させる特殊溶液を加えた二液混合式爆薬である。起爆後は直径3kmの区域が6,000度の熱で焼き払われる。
特殊兵器GUSOHの焼却処理に用いられ、また、核兵器を除けば気化したGUSOHに対抗できる唯一の手段であることから「解毒剤」とも称される。

## TPex（ティーペックス、Thermit Plus Extra）
『Op.ローズダスト』に登場するテルミット・プラスの改良型。『亡国のイージス』時に米軍から供与されたTプラスを元に、防衛庁が開発した。
テルミット焼夷薬に燃焼を倍化させる二種類の特殊溶液を加えた三液混合式爆薬。Tプラスの3倍強の威力を誇る。起爆臨界まで15分弱の時間を要し、その間に空気に触れると効力を失う弱点がある。また、反応中は一定の電磁波を輻射し続けるため、位置の探知が可能であり『Op.ローズダスト』ではTPexセンサーが登場する。

## 備考
アメリカ映画『ザ・ロック』には、液状のVXガスを焼却するために同じく米軍が使用した、特殊焼夷弾「テルミットプラズマ」が登場している。

## 登場作品
- Twelve Y. O.
- 亡国のイージス
- Op.ローズダスト - TPexが登場。
- 戦国自衛隊1549 - コミック版にTPexが登場。
- ウォーシップガンナー2 鋼鉄の咆哮 - 『焼夷弾頭ミサイルVLS』としてTpexミサイルが登場。